# Тяпкині Ниви
Тяпкині Ниви (рос. Тяпкины Нивы) — присілок в Усвятському районі Псковської області Російської Федерації.
Населення становить 1 особу. Входить до складу муніципального утворення Церковищенська волость.

## Історія
Від 2015 року входить до складу муніципального утворення Церковищенська волость.

## Населення
| 2001 | 2002 | 2010 |
| ---- | ---- | ---- |
| 3    | ↘1   | →1   |